# Отважный (фильм, 2013)
«Отважный» (хинди हिम्मतवाला, Himmatwala) — индийский боевик с элементами комедии режиссёра Саджида Хана, вышедший в прокат 29 марта 2013 года. Является ремейком одноименного фильма 1983 года, который в свою очередь являлся ремейком фильма на телугу Ooriki Monagadu. В отличие от предшественников провалился в прокате. Фильм стал возвращением актрисы Таманны Бхатия в Болливуд спустя восемь лет после её провального дебютного фильма Chand Sa Roshan Chehra.

## Сюжет
Действие происходит в 1983 году (год выпуска оригинала). История начинается с того, как Рави выигрывает боевое соревнование в клубе. Он известен как «Химматвала» (мужественный человек). Затем он отправляется в деревню Рамнагар, где встречается с его матерью Савитри и его младшей сестрой Падмой, которые живут бедной жизнью.
Мать Рави говорит ему, что его отец был честным и уважаемым человеком, и он был священником храма. Его отец был обрамлен Шер Сингхом, тираном заминдаром (помещиком), за то, что он ограбил храм, так как последний видел, что он совершил убийство. Отвратительно отец Рави покончил жизнь самоубийством. В отместку молодой Рави пытался убить Шер Сингха, но потерпел неудачу. Когда дом Рави сожжен, Савитри просит его убежать, когда Шер Сингх убьет его.
С мнением в своем уме Рави бьет Нараяна Даса, менеджера Сингха и зятя, а также угрожает Шер Сингху. На следующий день он публично унижает дочь Шер Сингха, Рекху, потому что она избивала своего невинного водителя. В ответ Рекха развязывает тигр в деревне перед Рави. Однако её план был неудачным, поскольку он обернулся. Рекха падает с террасы и собирается атаковать животное, когда Рави прыгает и спасает её жизнь. Рекха влюбляется в Рави, а затем спасает жизнь Рави от планов своего отца.
С другой стороны, Рави узнает, что Падма влюблена в Шакти, сына Нараяна Даса. У него есть свои возражения, и у него есть Нараян. Тем не менее, Шер Сингх рассказывает Нараяну Дасу, что женитьба на Шакти с Падмой даст им преимущество над Рави, поскольку они могут плохо обращаться с Падмой и держать Рави под контролем. Тем временем Падма теперь знает, что Рави не является ее настоящим братом, и настоящий Рави умер в результате дорожно-транспортного происшествия. Перед смертью настоящий Рави попросил его позаботиться о своей семье. Падма изначально расстроена, но затем примиряется после того, как Рави спасает ее жизнь.
Вскоре после того, как Падма и Шакти выйдут замуж, отец и сын начинают плохо обращаться с Падмой. В отместку Рави использует Рекху против своего отца, точно так же, как она советует ему. После того, как Реха говорит отцу, что она беременна Рави, Шер Сингх просит Рави жениться на своей дочери. В конце концов, Рави наказал Нараяна Даса и Шакти, выполняя все домашние дела. Он также выигрывает выборы Сарпанха, и Шер Сингх, наконец, возвращает все имущественные документы сельским жителям, которые Шер Сингх незаконно отнял у них раньше.
Тем не менее, Шакти подслушивает разговор Рехи и Рави о поддельной беременности и что он не настоящий Рави. Разгневанный, Шер Сингх пытается убить его, приведя 20 бойцов из города, но потерпел неудачу. Пока они избивают Рави, тигр (с которым Рави сражался) приходит и спасает его жизнь. Затем Рави жестоко бьет Шакти и собирается убить Шер Сингха, когда его мать останавливает его.
В конце концов, Шер Сингх, Нараян Дас и Шакти просят прощения у Рави, Савитри и остальных жителей деревни.

## В ролях
- Аджай Девган — Рави, боец, главный герой
- Таманна Бхатия — Рекха, дочь Шер Сингха
- Махеш Манджрекар — Шер Сингх, антагонист
- Пареш Равал — Нараян Дас
- Зарина Вахаб — Савитри, мать Рави
- Лина Джумани — Падма, сестра Рави
- Адхияйян Суман — Шакти, жених Падмы
- Анил Дхаван — отец Рави
- Ритеш Дешмукх — настоящий Рави (камео)
- Чанки Пандей — Майкл Джайкишан (камео)
- Сонакши Синха — танцовщица в item-песне «Thank God It’s Friday»
- Сурвин Чавла, Амрута Ханвилкар, Сачнтани Гхош, Ринку Гхош, Мона Тхиба — танцовщицы в песне «Dhoka Dhoka»

## Производство
После успеха фильма «Полный дом 2» Саджид Хан объявил, что собирается снимать ремейк фильма Himmatwala 1983 года. На главную мужскую роль режиссёр выбрал Аджая Девгана. В качестве претенденток на главную женскую роль рассматривались Катрина Каиф и Анушка Шарма, но окончательный выбор пал на актрису Таманну Бхатия, которая в течение восьми лет снималась в фильмах на телугу и тамильском языках. Из-за восьмилетнего отсутствия в Болливуде, где она дебютировала, и потери интереса к говору на хинди (но на самом деле она свободно говорит на хинди) вместо неё героиню озвучила Мона Гхош Шетти.

## Саундтрек
Песни «Taki O Taki» и «Nainon Mein Sapna» были взяты из оригинала, а остальные три песни сочинены специально для ремейка. Песня «Nainon Mera Sapna» является одной из немногих песен, который спел Амит Кумар, сын легендарного певца Кишора Кумара, который пел в оригинале.
| №  | Название                | Исполнители                               | Длительность |
| -- | ----------------------- | ----------------------------------------- | ------------ |
| 1. | «Nainon Mein Sapna»     | Амит Кумар, Шрея Гхошал                   | 4:20         |
| 2. | «Taki O Taki»           | Мика Сингх, Шрея Гхошал                   | 4:00         |
| 3. | «Dhoka Dhoka»           | Баппи Лахири, Сунидхи Чаухан, Мамта Шарма | 4:53         |
| 4. | «Bum Pe Laat»           | Шаан, Сохам Чакработи, Шрубх Мукерджи     | 2:47         |
| 5. | «Thank God It's Friday» | Сунидхи Чаухан                            | 3:12         |